# Convento da Trindade (Lagos)
O Convento da Trindade, igualmente conhecido como Convento dos Frades Trinos, e oficialmente denominado de Convento da Santíssima Trindade, é um antigo edifício religioso junto à cidade de Lagos, em Portugal. O convento foi concluído em 1606 pela Ordem da Santíssima Trindade, embora a igreja fosse mais antiga, tendo sido construída nos meados do século XVI por comunidades italianas radicadas em Lagos. O complexo foi destruído pelo Sismo de 1755 e convertido num hospital militar no século XIX, tendo sido depois deixado ao abandono, chegando a um acentuado estado de degradação.

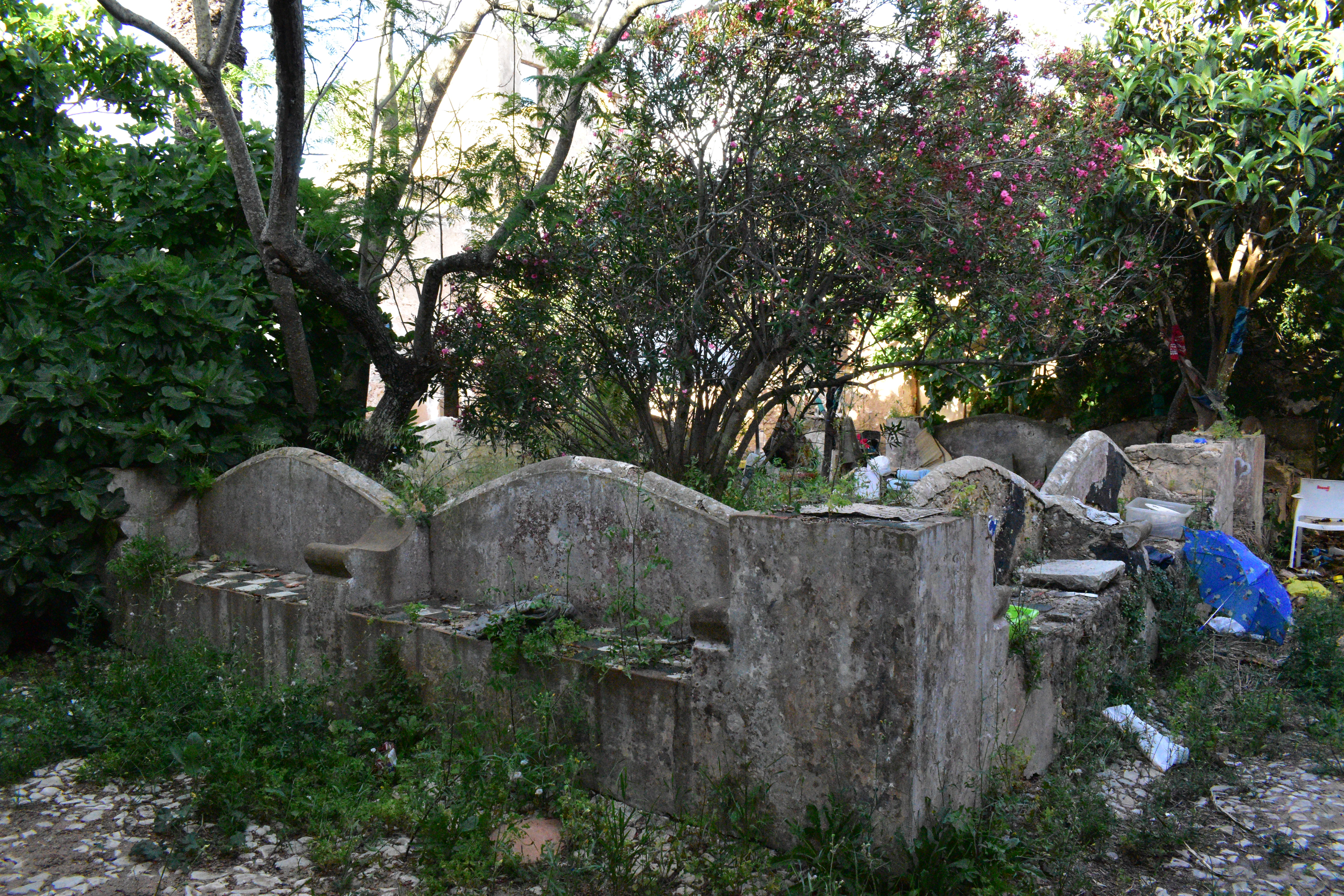
Antigo claustro do convento, em 2020.

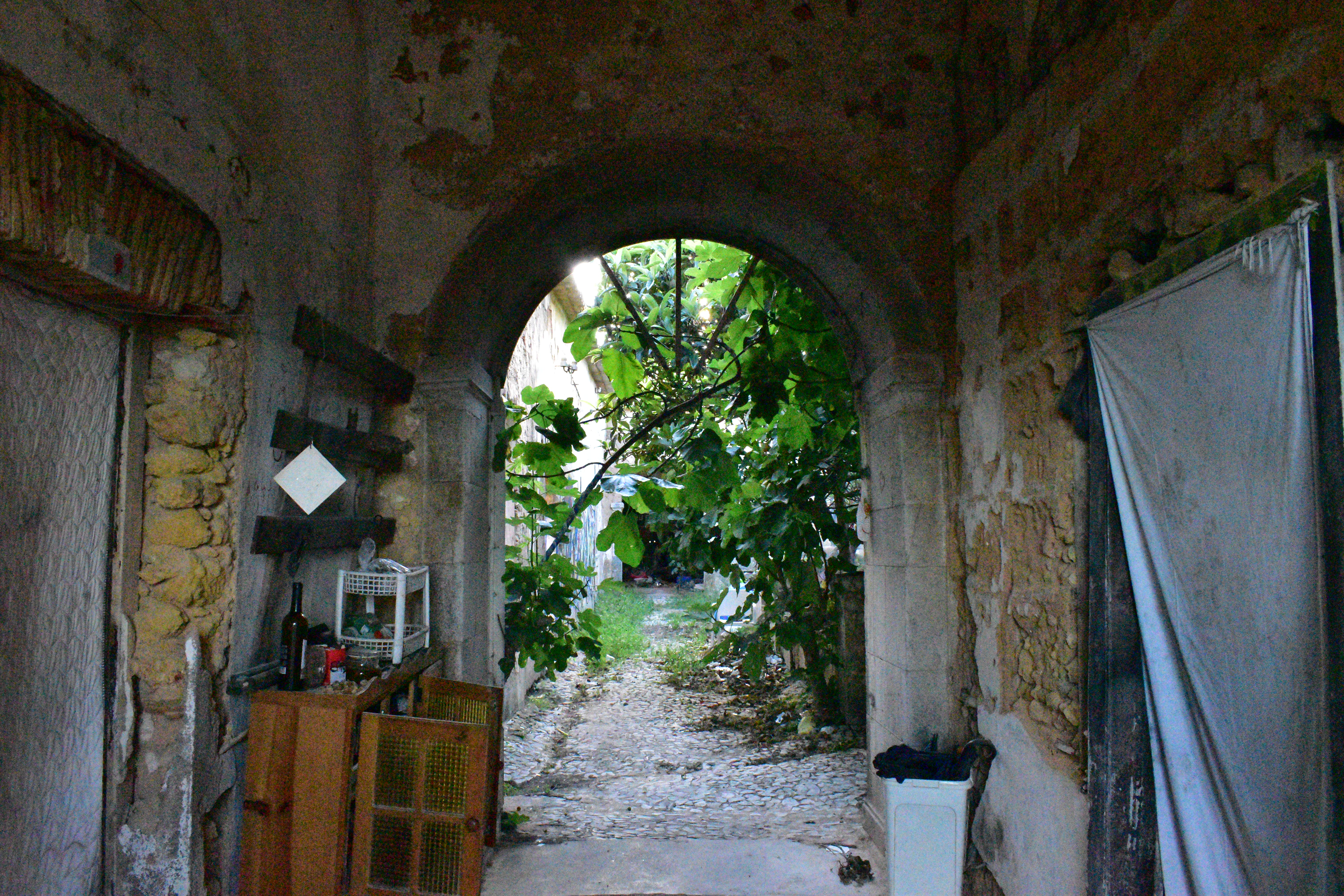
Corredor no interior do edifício, em 2020.

## Descrição
O convento está situado na orla costeira a Sul de Lagos, muito perto das arribas, tendo chegado a ser um ponto de referência para as tripulações dos barcos, devido às suas dimensões, que o demarcavam do resto da costa. Tem acesso pela Estrada Nacional 125. É composto por vários corpos adossados, de planta rectangular, organizados em redor de um pátio central, formando um claustro. O pátio tinha pórticos no piso térreo, com cinco arcos de volta perfeita em cada lado, suportados por pilares de cantaria, que na década de 1980 já tinham desaparecido quase totalmente, restando apenas os arranques. Um dos lados deste pátio era formado pelas ruínas da Igreja do Porto Salvo. Todos estes volumes são de um só piso, salvo o que está no canto Noroeste, que tem primeiro andar. Provavelmente estes edifícios teriam todos dois pisos no início, mas a maior parte do primeiro andar terá desabado devido ao sismo de 1755. A igreja está situada a Norte do claustro. O complexo do convento tinha três portas de acesso, sendo a fachada principal virada a Oeste. Destaca-se igualmente a existência de um poço no claustro, e de vários bancos, tanto no claustro como no exterior do convento, que provavelmente serão um testemunho da sua utilização como hospital. Anexo à fachada Norte do convento está um edifício de construção posterior.
A igreja do Convento da Trindade foi descrita na obra História chronologica da esclarecida ordem da Ss. Trindade, Redempção de Cativos, da Provincia de Portugal, publicada nos finais do século XVIII pelo frei jerónimo São José:
«Foi estabelecido em huma Ermida de Nossa Senhora com o titulo de Porto Salvo, pertencente aos Estrangeiros de Levante, aonde tinhão principiado huma bella Igreja, levantada até às simalhas [...]. A Igreja que dissemos estava nas simalhas, se concluio, ficando huma das mais perfeitas da Cidade. [...] Tem tres altares, o da Capella Mór, que era a Ermida dedicada à Santissima Trindade, com seu retabolo dourado em que estão as Imagens dos Santos Patriarcas, e no meio outra da Sagrada Virgem dos Remédios de Seis Palmos».

### Igreja
Segundo o levantamento de 1789, da autoria do coronel Teodósio da Silva Reboxo, a igreja tinha planta de forma rectangular, e cobertura em abóbada, suportada por um grosso muro em alvenaria de pedra. A capela-mor também era de planta rectangular e tinha uma abóbada, e estava separada da nave principal por um arco de volta perfeita, suportado por pilastras, erguidas por pedestais quadrangulares. Os elementos pétreos do arco e dos pedestais apresentavam decoração lavrada. As fachadas exteriores eram em alvenaria lisa, rebocada e caiada, com cunhais em cada canto, que suportavam uma cornija no topo das paredes laterais. A nave era rematada por um telhado de duas águas. O acesso à igreja era feito através de uma porta na fachada principal, cuja verga era mais larga do que as ombreiras e era rematada por uma cornija, sendo o conjunto ladeado por colunas sobre pedestais, modelo similar aos aplicados nas igrejas de Santa Maria e São Sebastião, e que demonstrava a influência renascentista. Porém, no caso da igreja do convento da Trindade, estas colunas não serviam de suporte a elemento algum. Ao lado de cada coluna abria-se um nicho, e sobre o portal havia uma janela, de configuração semelhante. Na fachada exterior da igreja encontrava-se um segundo portal, muito parecido ao da fachada principal mas de menores dimensões, e sem as colunas laterais.

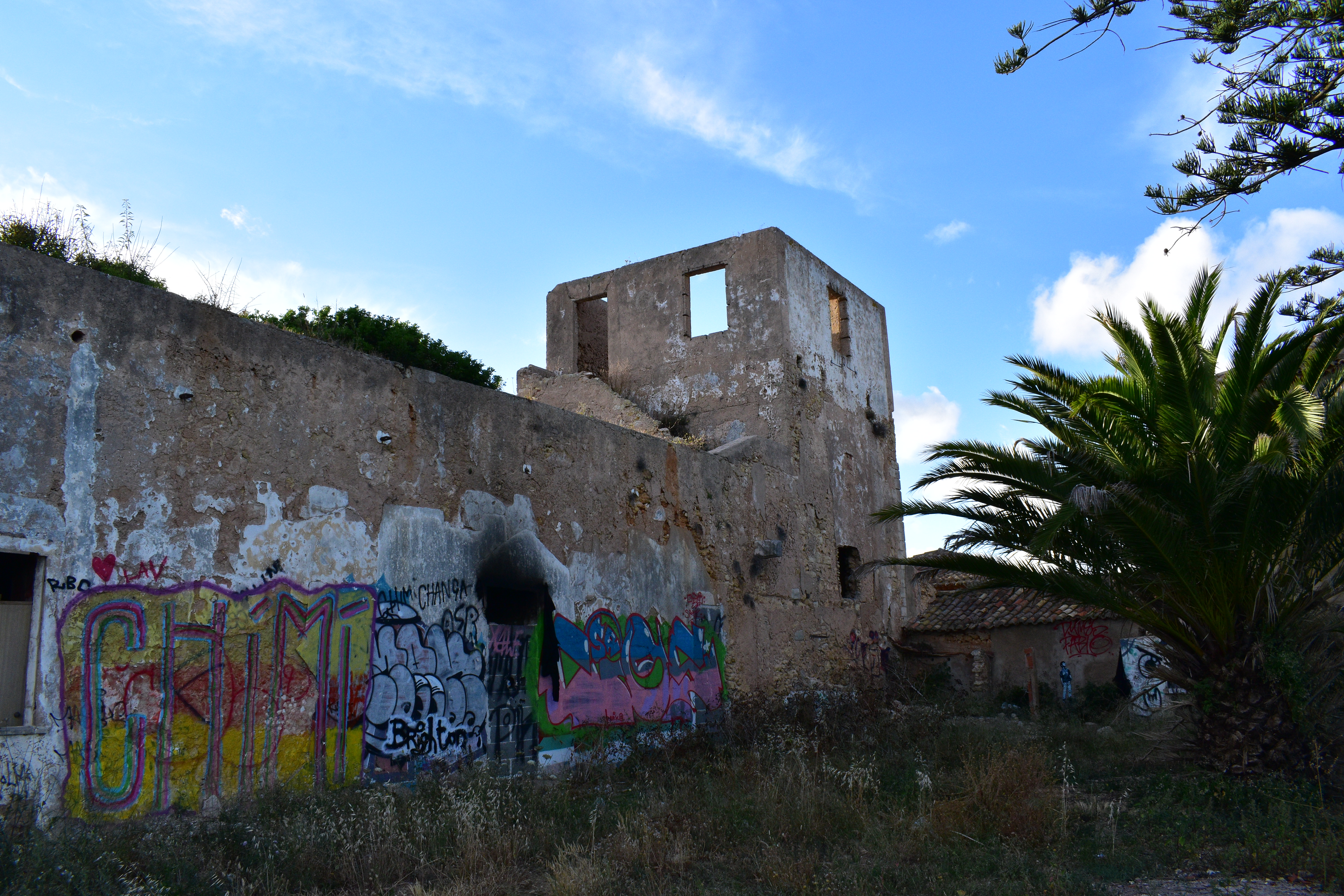
Alçado ocidental do edifício, mostrando a antiga torre.

## História

### Antecedentes e construção
O primeiro edifício religioso na área do Rossio da Trindade foi a Igreja de São Brás, motivo pelo qual esta zona era conhecida no século XVI como Rossio de São Brás.
O historiador João Baptista da Silva Lopes, na sua obra Corografia ou memoria economica, estadistica, e topografica do reino do Algarve, publicada em 1841, refere que no Rossio de São Brás foi instalada uma ermida ou igreja dedicada a dedicada a Nossa Senhora do Porto Salvo, cuja construção foi promovida por um grupo de estrangeiros residentes em Lagos, formado por nobres messinenses e cidadãos de Milão e Génova. Segundo Manuel João Paulo Rocha, antes da construção do novo edifício, os fundadores utilizaram a Igreja de São Brás para fazerem as suas reuniões. De acordo com o Santuario Mariano, publicado em 1716, a confraria tinha sido fundada pelos sicilianos, tendo alcançado uma grande importância. O domínio dos sicilianos em relação à restante comunidade ficou expresso na invocação da igreja, já que em Palermo havia uma grande devoção à Nossa Senhora do Porto Salvo. Com efeito, Silva Lopes afirma que a irmandade utilizou esta igreja «para fazerem as suas juntas, em quando durarão as obras, que se concluirão em 29 de Junho de 1564». Refere igualmente que o compromisso da comunidade «constava de 37 artigos», e que «constituirão hum capellão douto, de boa vida e costumes, para lhes dizer missa nas quartas feiras, sabbados, e domingos, e administrar-lhes os sacramentos, na forma do breve que alcançarão do Papa».
Originalmente não era permitida a entrada de novos membros, mas esta situação começou a mudar devido à quebra na produção piscatória, que levou ao abandono de vários sicilianos, pelo que admitiram alguns espanhóis, que segundo Silva Lopes eram da «nação valenciana, e catalã». Ainda assim, a comunidade continuou a decair devido a problemas nas pescarias, e à progressiva saída dos membros sicilianos. Entretanto, em 1597 ou 1598 os frades da Ordem da Trindade pediram autorização para construir um convento junto à Igreja de Porto Salvo, com o apoio do Bispo do Algarve, D. Fernando Martins de Mascarenhas, que foi o mediador entre o rei e a Câmara Municipal de Lagos. Com efeito, em 7 de Março de 1597 o prelado enviou uma carta à autarquia de Lagos, no sentido de pedir autorização e apoios para a construção do convento. A Ordem da Trindade foi formada para apoiar o resgate os cristãos cativos, normalmente através da angariação de esmolas, tendo sido de grande significado na região do Algarve, já que as populações costeiras eram nessa altura assoladas por piratas islâmicos vindos do Norte de África, que raptavam os habitantes para serem vendidos como escravos. Neste sentido, a cidade de Lagos foi considerada um local ideal para construir o convento, devido à sua importância e às suas ligações à costa africana.
Depois de ter obtido autorização da Câmara Municipal de Lagos, iniciaram-se as obras do convento, mas pouco depois foram embargadas por uma carta de 17 de Agosto de 1598 do rei D. Filipe II, a pedido da Confraria de Porto Salvo. Como forma de resolver a situação, os frades trinos pediram que a confraria lhes cedesse a igreja, tendo as duas partes assinado um acordo neste sentido em 27 de Julho de 1600, numa cerimónia que contou com a presença do Governador do Algarve, D. Rui Lourenço de Távora e Rodrigo Rebelo Falcão, escrivão das Almadravas. Segundo Silva Lopes, em contrapartida pela posse da igreja, os religiosos da Ordem da Trindade ficaram «obrigados ás missas, funeraes, e mais exercicios espirituaes que antes tinhão na sua igreja do Porto Salvo, e esperando sempre por elles hum, como capellão, para lhes dizer missa quando estivessem occupados em seus negocios».
O convento da Trindade foi concluído em 1606. Esteve envolvido até 1627 em várias operações de resgate no Norte de África, incluindo em Argel e em Tetuão, tendo vários frades do convento participado nas negociações para a libertação dos cativos. Ficou registada a presença de dezasseis superiores no convento, entre 1599 e 1641. Em 1716, ano em que foi publicada a obra Santuario Mariano, já não restavam quaisquer vestígios da irmandade do Porto Salvo, e da antiga invocação italiana de Nossa Senhora só restava uma pintura num quadro.
Além do Convento da Trindade, existiu pelo menos mais um edifício religioso fundado pela comunidade milanesa e siciliana de Lagos, a Ermida de São Roque, situado na área da Meia Praia, que foi destruída no Sismo de 1755, não tendo sido reconstruída.

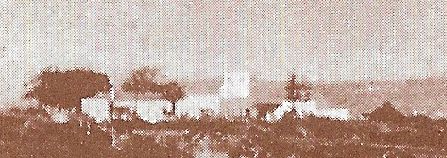
Antigo Convento da Trindade, nos princípios do século XX.

### Séculos XVIII a XIX
O Convento e a Igreja da Trindade foram totalmente destruídos pelo Sismo de 1755, tal como a Igreja de São Brás.
De acordo com uma carta de 23 de Março de 1760, emitida pelo bispo D. Lourenço de Santa Maria, na área do Rossio da Trindade existiu igualmente uma «casa de compromisso», pertencendo à irmandade de São Nicolau Bispo, que tinham sido os antecessores do Compromisso Marítimo.
Em 4 de Dezembro de 1762 o padre ministro da Ordem da Trindade pediu à autarquia de Lagos para indicar três pessoas, de forma a escolher uma para o posto de tesoureiro na Igreja da Raposeira, onde seria responsável pela recolha de esmolas para a reconstrução do convento. Na relação dos bens e rendas do condado de Odemira, em 1761, faz-se referência ao Moinho de Odeceixe de Baixo, que pertencia aos Frades da Trindade, em Lagos. Em 13 de Março de 1789 foi feito o levantamento gráfico das ruínas pelo coronel engenheiro Teodósio da Silva Reboxo, do Regimento de Artilharia do Reino do Algarve, por ordem do Conde de Vale de Reis.
O convento foi descrito num documento de 19 de Janeiro de 1794 da Cúria Episcopal de Faro, e transcrito pela arquitecta Maria Francisca Balmori em 1983: «A cerca hé bastantemente comprida, e larga. Contesta com o mesmo Mar, em pouca distância da Torre do Pinhão. Consta de vinhas e árvores de fruto, murada pela parte da terra e do Mar, de asperos rochedos, onde tem caça de pombos torcazes, coelhos, perdizes e belo sitio para os religiosos se recrearem também na pesca do mar. Ao princípio não era de tanta extensão, mas como a compra da quinta fez o P. Ministro Fr. Francisco Lobato, ao P. Bastião Jorge e juntamento huma vinha que comprou o nosso Veneravel P. Fr. António da Conceição intestada na rocha, ficou mais avantajada».
Em 1834 o governo extinguiu as ordens religiosas masculinas em território nacional, levando ao encerramento dos conventos e à sua inventariação, incluindo o de Lagos, que então possuía o próprio terreno e a sua cerca, além de dois prédios avaliados em 705$000 réis, e vários foros, tanto em dinheiro como géneros, relativos a trigo, milho, figos e galinhas. Silva Lopes afirma na sua obra de 1841 que «as duas igrejas de Porto Salvo e de S. Braz estão hoje servindo de armazéns de arrecadação do regimento que alli está de quartel». Nos princípios do século XIX, o antigo convento foi reconvertido num hospital da Marinha Portuguesa, tendo sido adquirido por um particular nos finais da centúria.

### Séculos XX e XXI
No século XX, surgiu a ideia de construir um hotel nos terrenos junto ao convento, o Lagos Palace, obra que não chegou a avançar. Posteriormente o antigo convento foi abandonado, entrando num processo de profunda degradação. Nos finais da década de 1950, o Rossio da Trindade desapareceu devido à abertura da Estrada Nacional 125 por aquele espaço. Na década de 1980, já tinham sido edificados grandes prédios anexos ao convento, obra que foi criticada pela arquitecta Maria Francisca Balmori, por ter alterado de maneira significativa «as relações e a escala existente entre a natureza e as edificações», reduzindo o impacto das falésias e o significado do antigo convento como ponto de referência. Em 1998, o complexo do convento estava à venda.

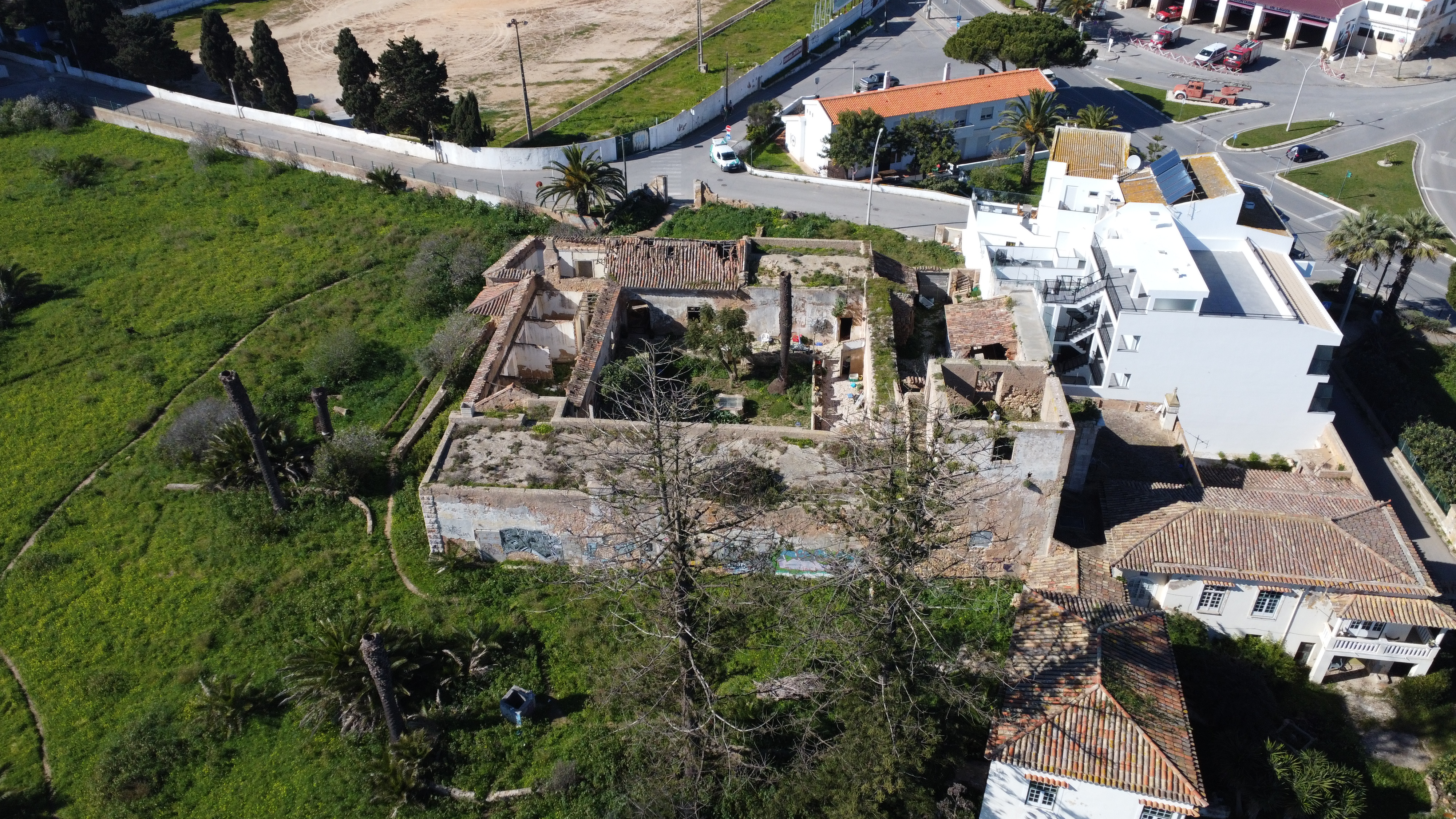
Vista aérea do Convento da Trindade, em 2023.

Em Junho de 2019, a Câmara Municipal de Lagos abriu o concurso público para o Plano de Pormenor do Rossio da Trindade, no valor de 100 mil Euros, que incluía a recuperação do convento, e a sua transformação num hotel de luxo. Numa entrevista com a presidente da Câmara Municipal de Lagos, Joaquina Matos, esta afirmou que estava a ser estudada a instalação de um hotel com 120 quartos nos terrenos junto às ruínas do convento. A coligação Lagos com Futuro criticou os artigos 83 e 84 do Plano de Pormenor, que iriam permitir ao proprietário a recuperação e instalação de uma unidade hoteleira de luxo no antigo Convento da Trindade, alegando que o edifício que estava programado, com dois pisos e 120 quartos, em conjunto com o seu parque de estacionamento, iria ocupar uma vasta área junto às arribas, numa zona que era considerada de grande instabilidade geológica.

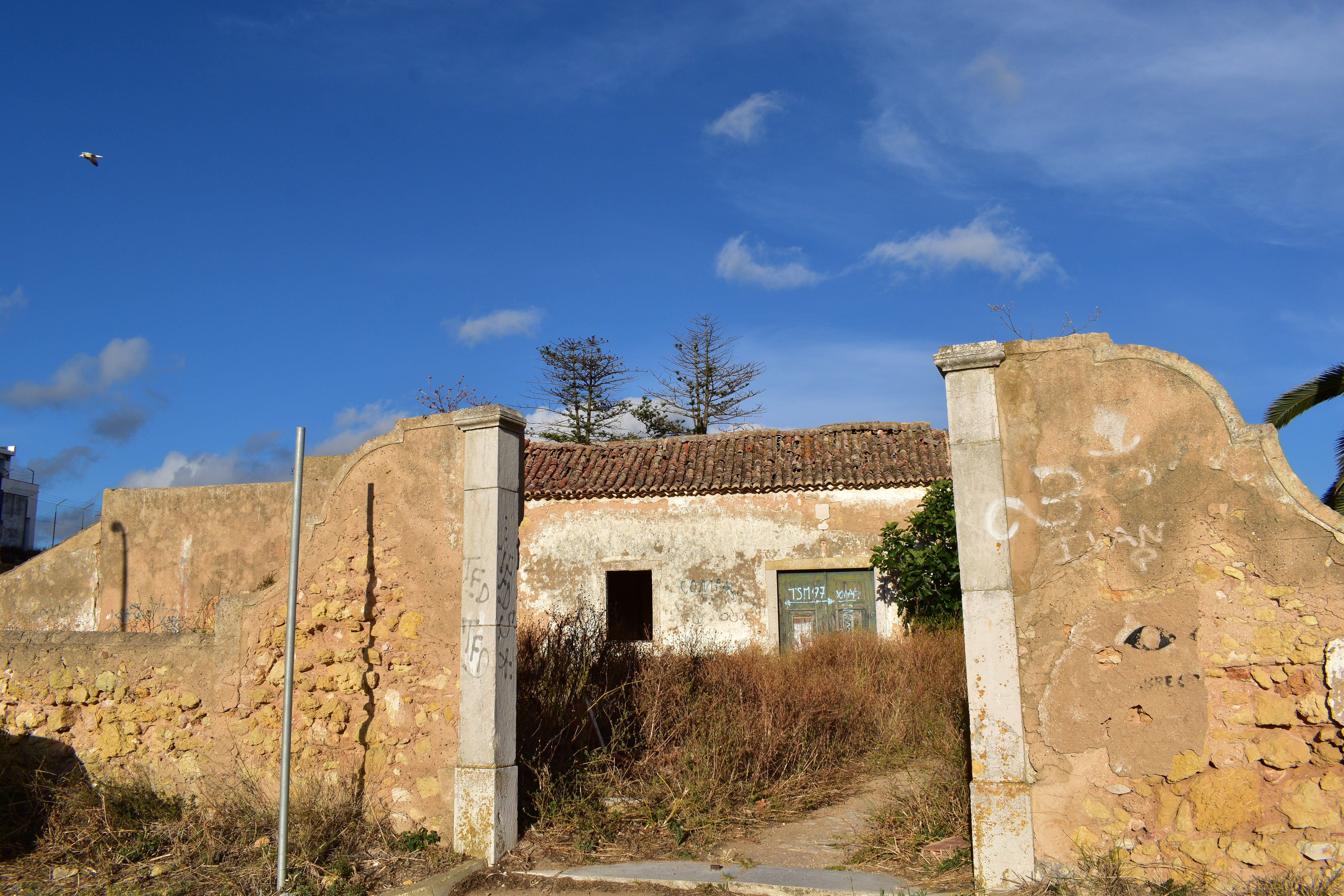
Entrada do complexo, em 2020.